# Первомайский (Оренбургский район)

Вид на посёлок Первомайский

Первомайский  — посёлок (с 1940 по 1999 г. — посёлок городского типа) в Оренбургском районе Оренбургской области России. Образует Первомайский поссовет. Жители, помимо официального название, называют его Донгузом, в честь реки Донгуз.

## География
Расположен у реки Донгуз (приток Урала). На реке Донгуз, близ посёлка, находится одноимённое водохранилище. Железнодорожная станция (Донгузская) в 25 км к югу от Оренбурга.
Природа это в основном степные поля.

## История
Первоначальное имя этого населённого пункта — Донгузский. Название это возникло очень давно, как уже раньше упоминалось, в честь реки Донгуз. Гидроним переводится с тюркских языков как «Кабанья» (соответствующие данные есть в казахском, татарском и других языках).
В посёлке расквартирована войсковая часть 33157 — Донгузский военный полигон. 9 октября 2012 года на станции выгрузки боеприпасов полигона Донгуз произошло несколько мощных взрывов на площадке хранения боеприпасов, выслуживших установленные сроки и подлежащих утилизации, всего взорвались около четырёх тысяч тонн снарядов. В результате взрывов в посёлке Первомайский были выбиты стёкла в жилых домах, власти объявили эвакуацию населения, длившуюся пару дней. Жертв и пострадавших нет.
Южнее посёлка находится бывший военный аэродром (по состоянию на 2012 год не используется более 10 лет).

## Население
| 1970  | 1979  | 1989  | 2002  | 2010  | 2012  | 2013  |
| ----- | ----- | ----- | ----- | ----- | ----- | ----- |
| 8375  | ↗8740 | ↗9429 | ↘7141 | ↗7569 | ↘7457 | ↘7389 |
| 2014  | 2015  | 2016  | 2017  | 2018  | 2019  | 2020  |
| ↘7388 | ↗7422 | ↗7445 | ↘7285 | ↘7236 | ↘7127 | ↘7028 |
| 2021  |       |       |       |       |       |       |
| ↗7231 |       |       |       |       |       |       |

## Экономика
Рядом с посёлком расположено экспериментальное хозяйство Всероссийского научно-исследовательского института мясного скотоводства. В Первомайском работают завод ЖБИ (филиал управления дорожным строительством Оренбургской области) и хлебозавод.

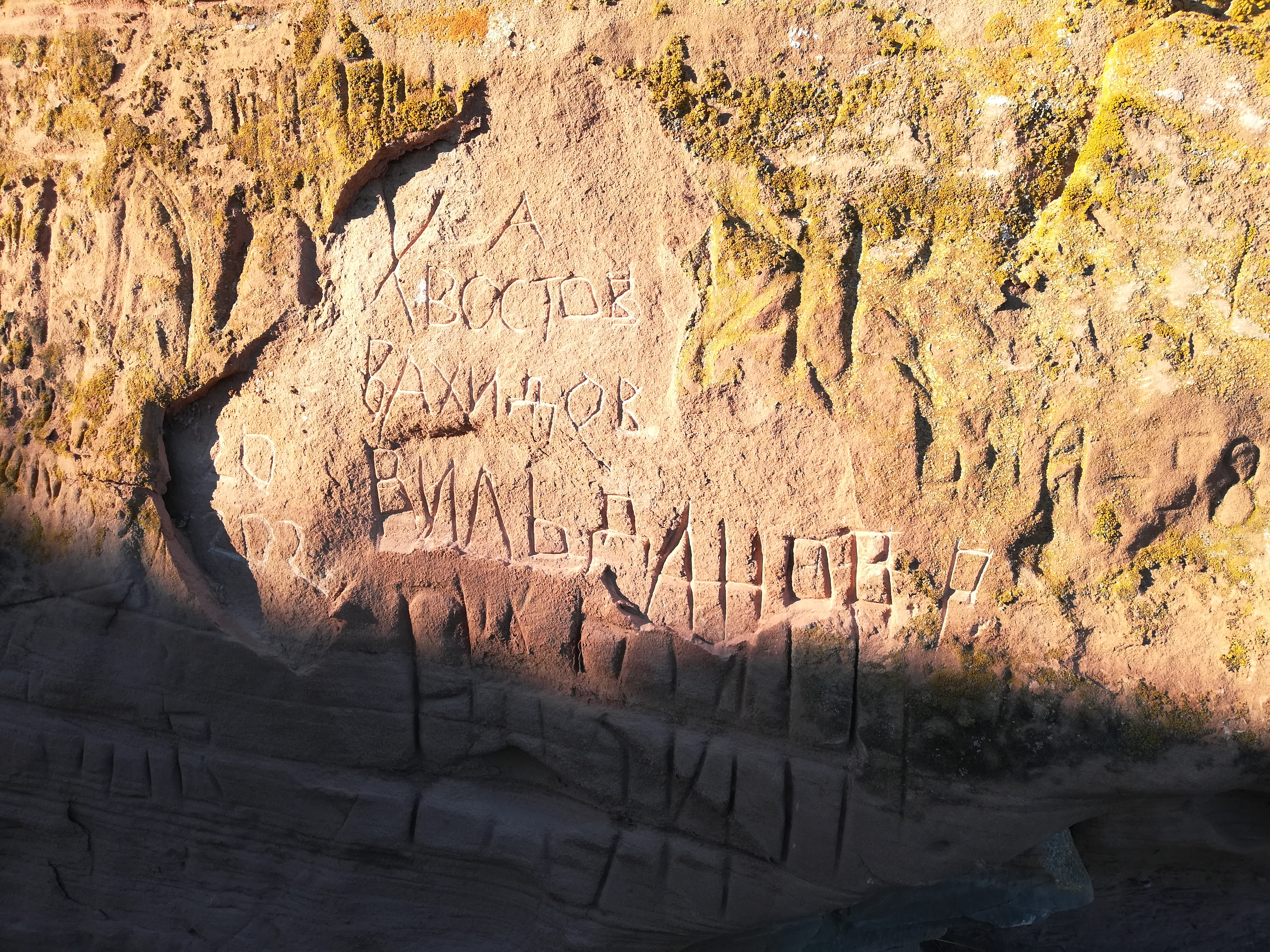
Фотография песчаника

## Культура
Функционируют три общеобразовательных, одна музыкальная школы, один лицей и три детских сада, есть дом культуры (бывший дом офицеров Советской армии), имеется больница и поликлиника, спортивный комплекс (с футбольным полем имеющим естественное травяное покрытие, хоккейный корт, теннисный корт, площадку с легкоатлетическими снарядами и бассейн), два парка с насаждениями.
Среди «достопримечательностей» так же есть и место «памяти». Это огромный песчаник недалеко от самого поселка, где уже довольно давно жители (огромная доля подростков) выбивают свои имена или фамилии.

## Известные уроженцы и жители
Чурикова, Алла Александровна (1962) — режиссёр-мультипликатор, родилась в Первомайском.